# بنزیل

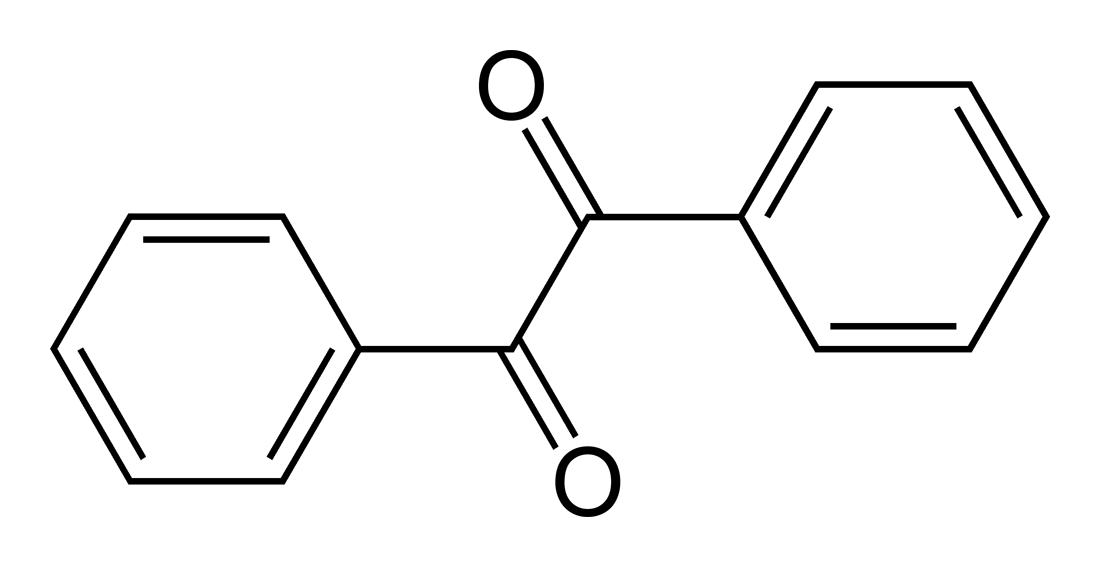

 بنزیل  (۵ H ۶ COCOC ۵ H ۶ C): بلورهای زرد منشور شش وجهی با نقطه ذوب 1356 درجه سلسیوس و نقطه جوش 5664درجه سلسیوس، نامحلول در آب، و قابل انحلال در الکل و اتر، از آن در سنتز مواد آلی و تولید اوسن کننده های بیولوژیکی استفاده می‌شود.